# Stefan F. Pfahl
Stefan Franz Pfahl (* 1. Januar 1966 in Schwäbisch Gmünd) ist ein deutscher Provinzialrömischer Archäologe, Althistoriker und Numismatiker.

## Leben
Nach dem  Abitur 1985 in Schwäbisch Gmünd und dem Wehrdienst (1985–1986) studierte er die Fächer Klassische Archäologie, Alte Geschichte und Provinzialrömische Archäologie an der Universität Passau (1989) und der Universität Freiburg (1986–1997), wo er 1992 den Abschluss Magister artium erwarb und 1997 im Fach Provinzialrömische Archäologie bei Hans Ulrich Nuber mit der Untersuchung Die römische und frühalamannische Besiedlung zwischen Donau, Brenz und Nau promoviert wurde. Er arbeitete als wissenschaftlicher Angestellter am Landesamt für Kultur und Denkmalpflege Mecklenburg-Vorpommern – Archäologischen Landesmuseum in Mecklenburg-Vorpommern, als  wissenschaftlicher Angestellter am Rheinischen Landesmuseum Trier und wissenschaftlicher Mitarbeiter bei der ARGE Archäologie in Köln. Seit 2007 ist er Lehrbeauftragter am althistorischen Seminar der Universität Düsseldorf, wo er 2011 im Fach Alte Geschichte unter besonderer Berücksichtigung der historischen Hilfswissenschaften mit der Untersuchung Instrumenta Latina et Graeca inscripta des Limesgebietes von 200 v. Chr. bis 600 n. Chr. habilitiert wurde und seit dem Sommersemester 2012 Privatdozent ist. An der Universität Duisburg-Essen lehrt er seit Sommersemester 2013 als Lehrbeauftragter am althistorischen Seminar. Im Dezember 2017 wurde er zum außerplanmäßigen Professor an der Universität Düsseldorf ernannt.
Er forscht zum Limesgebiet, der römischen Militärgeschichte, dem römischen Landleben, den Instrumenta inscripta und der Numismatik.

## Schriften (Auswahl)
- Die römische und frühalamannische Besiedlung zwischen Donau, Brenz und Nau (= Materialhefte zur Archäologie in Baden-Württemberg. Heft 48). Theiss, Stuttgart 1999, ISBN 3-8062-1429-8 (= Dissertation).
- Römisches Spielzeug im Rheinischen Landesmuseum Trier (= Schriftenreihe des Rheinischen Landesmuseums Trier. Nummer 18). Rheinisches Landesmuseum, Trier 2000, ISBN 3-923319-46-0.
- Fundstellenindex zu den Skizzenbüchern des Rheinischen Landesmuseums Trier (= Vorstudien zum archäologischen Stadtkataster Trier. Heft 2 = Schriftenreihe des Rheinischen Landesmuseums Trier. Nummer 22A, ZDB-ID 1169477-4). Rheinisches Landesmuseum, Trier 2001.
- Verzeichnis der Befundpläne des Rheinischen Landesmuseums auf dem Gebiet der Stadt Trier (Planbuch) (= Vorstudien zum archäologischen Stadtkataster Trier. Heft 3 = Schriftenreihe des Rheinischen Landesmuseums Trier. Nummer 22B). Rheinisches Landesmuseum, Trier 2001.
- mit Hans-Peter Kuhnen, Frank Unruh: Forma urbis Trevericae. Das römische Trier in archäologischen Stadtplänen. Texte zur Sonderausstellung des Rheinischen Landesmuseums Trier (= Vorstudien zum archäologischen Stadtkataster Trier. Heft 4 = Schriftenreihe des Rheinischen Landesmuseums Trier. Nummer 22C). Rheinisches Landesmuseum, Trier 2002.
- mit Lukas Clemens: Archäologischer Stadtplan Trier (= Schriftenreihe des Rheinischen Landesmuseums Trier. Nummer 23). 1:5.000. Rheinisches Landesmuseum, Trier 2002, ISBN 3-923319-50-9.
- Instrumenta Latina et Graeca inscripta des Limesgebietes von 200 v. Chr. bis 600 n. Chr. Greiner, Weinstadt 2012, ISBN 978-3-86705-056-2 (= Habilitationsschrift).
- Rangabzeichen im römischen Heer der Kaiserzeit. Wellem, Düsseldorf 2012, ISBN 978-3-941820-12-8 (= Antrittsvorlesung Heinrich-Heine-Universität Düsseldorf).
- Goldmünzen des 1.–5. Jahrhunderts zwischen Rhein und Vorderem Limes (= Provinzialrömische Studien. Band 4). Greiner, Weinstadt 2013, ISBN 978-3-86705-064-7.
- Namenstempel auf römischen Reibschüsseln (mortaria) aus Deutschland (= Augsburger Beiträge zur Archäologie. Band 8). Wißner, Augsburg 2018, ISBN 978-3-95786-153-5.
- Fecit Romae – Made in Rome. Römische Geschirre mit Fabrikantennamen und Ortsangaben. Wellem, Duisburg 2019, ISBN 978-3-941820-23-4.
- Mortariastempel in Vindonissa. Signierte Reibschüsseln aus dem römischen Windisch (= Veröffentlichungen der Gesellschaft Pro Vindonissa. Band 25). Brugg 2020, ISBN 978-3-906897-44-8.